# Хирургическая дефлорация
Хирурги́ческая дефлора́ция (другие названия: искусственная дефлорация, гименэктомия, гименотомия) — малоинвазивная хирургическая операция с целью удаления или рассечения девственной плевы у женщины.
Выполняется хирургом-гинекологом. Считается несложной; используется обычный скальпель, реже лазер. Длится около 20 минут. Как правило, проводится под местной анестезией на гинекологическом кресле, хотя в отдельных случаях делается внутривенный наркоз.
Перед операцией необходимы стандартные анализы крови (общий, биохимия, сахар, гепатиты, сифилис) и мочи (общий), осмотр терапевта и гинеколога. Наиболее подходящий день — сразу после окончания менструации. Постоперационная реабилитация не требуется, достаточно 7-10-дневного воздержания от физических нагрузок и занятий сексом и недельного спринцевания антисептиком. Осложнения крайне редки.
Хирургическая дефлорация бывает полной и частичной. В первом случае достигается идеальный косметический эффект и исключаются болевые ощущения в дальнейшем. Второй вариант, предполагающий сохранение кусков плевы, может вызывать небольшую болезненность с кровотечением при первых после вмешательства интимных контактах, но он предпочитается многими пациентками для наличия свидетельств девственности.
Безусловным показанием к операции является атрезия плевы, заключающаяся в полном отсутствии в ней отверстий, в результате чего блокируется выход менструальной крови. В таком случае операция осуществляется в раннем подростковом возрасте, во избежание угрожающего здоровью постоянного скопления крови во влагалище (гематокольпос) или в матке (гематометра). Также операция необходима при некоторых аномалиях строения влагалища, например при наличии перегородки. Другими аргументами в пользу операции могут быть слишком мясистая или, наоборот, слишком эластичная плева, что затрудняет её разрыв при половом акте и делает сам акт болезненным и для женщины, и для её партнёров. Иногда операцию проводят по желанию пациентки, опасающейся боли, особенно если женщина не имела половых контактов до 25-28 лет и её плева стала прочнее, чем была в 16-20.
Безоговорочных противопоказаний для операции нет, но её не выполняют при наличии инфекций половой системы, тяжёлых формах гипертонии, проблемах со свёртыванием крови, опасных психических расстройствах.
Противоположной по смыслу операцией является хирургическое восстановление плевы (иначе: рефлорация, гименопластика), выполняемое в косметических и иногда социальных целях после нежелательного разрыва при сексуальном насилии, травмировании или случайном повреждении.